# Y Brơm
Y Brơm (1940 – 28 tháng 10 năm 2013) là biên đạo múa người Việt Nam. Ông được biết đến với các tác phẩm múa mang âm hưởng Tây Nguyên, ông được nhà nước trao tặng danh hiệu Nghệ sĩ nhân dân và giải thưởng Nhà nước về Văn học Nghệ thuật.

## Tiểu sử
Y Brơm sinh năm 1940 tại làng Đak Hlah, xã Đê Ar, huyện Đak Bơk (nay là xã Lơ Pang, huyện Mang Yang), tỉnh Gia Lai. Ông là người dân tộc Ba Na, cha ông tên là Y Phứ, mẹ tên là Hdjới. Từ năm 13 tuổi, ông thoát ly tham gia hoạt động du kích tuyên truyền.
Năm 1954, ông tập kết ra Bắc và bắt đầu học văn hóa. Tháng 9 năm 1955, Y Brơm được tuyển vào Đoàn Hát, Kịch Tây Nguyên, sau đổi thành Đoàn Ca múa Nhân dân Tây Nguyên vào cuối năm 1956. Kể từ năm 1957, ông thôi hát để tập trung vào múa và trở thành solist của Đoàn, bắt đầu tham gia sáng tác những điệu múa mới. Ông theo học ở Trường Múa Việt Nam (tháng  3 năm 1957 – tốt nghiệp năm 1958), từ đó tập trung vào công việc biểu diễn và huấn luyện ở Đoàn. Tác phẩm đầu tay của ông – vở múa Kéo pháp – được biểu diễn tháng 9 năm 1958. Ông còn vinh dự khi 6 lần được gặp Chủ tịch Hồ Chí Minh.
Từ cuối năm 1960 đến 1965, Y Brơm được cử đi học lớp biên đạo múa 4 năm tại Bắc Triều Tiên. Trở về, ông dựng vở Múa trống Tây Nguyên trở thành tiết mục múa Tây Nguyên được đi biểu diễn quốc tế. Năm 1966, ông trở thành Phó đoàn kiêm chỉ đạo nghệ thuật Đoàn Ca múa Tây Nguyên (sau đổi tên thành Đoàn Nghệ thuật Đam San vào 1975), tuy nhiên lúc này do bị nghi ngờ dính líu với tổ chức FULRO nên ông không được kết nạp vào Đảng Cộng sản Việt Nam cho đến năm 1991, ông được kết nạp vào Đảng khi đã được chứng minh là không có quan hệ với FULRO.
Năm 1992, Y Brơm chuyển sang hoạt động quản lý, đảm nhận làm Phó Giám đốc Sở Văn hoá - Thông tin Gia Lai cho đến khi về hưu năm 2001. Trong cuộc bạo động ở Tây Nguyên năm 2001, khi đang đương nhiệm, ông đã bị lực lượng bạo động bắt trói và đánh đập.
Trong hơn 50 năm hoạt động nghệ thuật, Y Brơm đã dàn dựng hàng trăm tiết mục múa, trong đó có 30 tác phẩm đoạt huy chương vàng trong các hội diễn chuyên và không chuyên. Ông là một trong ba nghệ sĩ của ngành múa (cùng Thái Ly, Phùng Nhạn) được phong tặng danh hiệu Nghệ sĩ nhân dân đợt đầu tiên (1984). Năm 2001, ông được trao tặng Giải thưởng Nhà nước cho ba tác phẩm: Múa trống Tây Nguyên, Múa khiên, Múa giã gạo đêm trăng.
Sau khi nghỉ hưu, Y Brơm vẫn tiếp tục công việc nhằm bảo tồn các giá trị văn hóa Tây Nguyên. Ông tham gia dàn dựng các tiết mục trong đợt UNESCO công nhận Không gian văn hóa Cồng Chiêng Tây Nguyên cũng như tổ chức Festival Cồng chiêng Quốc tế năm 2009 tại Gia Lai. Ông cùng nhạc sĩ Lê Xuân Hoan thực hiện đề tài sưu tầm, biên soạn và bảo tồn những làn điệu dân ca cổ của dân tộc Ba Na.
Ngày 28 tháng 10 năm 2013, ông qua đời tại làng Kép, Pleiku, hưởng thọ 73 tuổi.

## Gia đình
Năm 1968, Y Brơm kết hôn với người vợ mang hai dòng máu Gia Rai và Kinh tên là Nay Kim Cương, và có một người con gái là Y Song Linh. Ông ly hôn với Nay Kim Cương năm 1983. Năm 1988, ông tái hôn với Trương Thanh Bình, một nữ diễn viên cũ của Đoàn Nghệ thuật Đam San và có một người con trai là Y Song Bring.